# دنيس سوليفان
دنيس بارنل سوليفان (بالإنجليزية: Dennis Sullivan)‏ هو عالم أمريكي في مجال الرياضيات ولد في 12 فبراير 1941

 في بورت هورون، اشتهر بعمله في الطوبولوجيا ونظرية النظم التحريكية حائز على جائزة قلادة العلوم الوطنية الأمريكية. وجائزة بلزان.

## وصلات خارجية
- الموقع الرسمي لجائزة قلادة العلوم الوطنية الأمريكية